# Józef Mayer
Józef Antoni Mayer (ur. 21 maja 1939 w Łodzi, zm. 19 listopada 2016) – polski chemik, specjalista w zakresie chemii radiacyjnej, profesor Politechniki Łódzkiej (1996–2002 rektor).

## Życiorys
W 1961 ukończył studia na Wydziale Chemicznym Politechnice Łódzkiej, gdzie w tym samym roku rozpoczął pracę w Katedrze Chemii Fizycznej. Doktorat obronił w 1968, a habilitację w 1978. W 1988 otrzymał tytuł profesora, a stanowisko profesora zwyczajnego w 1994.
Jego zainteresowania naukowe skupiały się na chemii radiacyjnej i obejmowały badania w zakresie m.in. reakcji tworzenia stanów wzbudzonych i rekombinacją jonów domieszek w ciekłych węglowodorach. Prowadził również badania procesów przekazywania reaktywności metodami impulsowymi w stałych polimerach.
Autor około 110 artykułów. Wygłosił ponad 120 komunikatów i referatów na konferencjach krajowych i zagranicznych. Wypromował czterech doktorów.
Był członkiem Rady Redakcyjnej „Journal of Radioanalytical and Nuclear Chemistry”, Polskiego Towarzystwa Chemicznego, Polskiego Towarzystwa Badań Radiacyjnych (1989-1995 prezes), Miller Trust for Radiation Chemistry, Rady Naukowej Instytutu Chemii i Techniki Jądrowej w Warszawie, Rady Naukowej Centrum Chemii Polimerów PAN w Zabrzu, a także Państwowej Rady ds. Atomistyki oraz Rady Oddziału PAN w Łodzi.
W latach 1994–2007 dyrektor Międzyresortowego Instytutu Techniki Radiacyjnej Politechniki Łódzkiej. W okresie 1987–1990 prodziekan, 1990–1993 dziekan Wydziału Chemicznego, 1993–1996 prorektor ds. studenckich. Przez dwie kadencje (1996–2002) pełnił funkcję rektora Politechniki Łódzkiej. W 2008 odszedł na emeryturę.

## Nagrody i odznaczenia
- Złoty Krzyż Zasługi (1983)
- Krzyż Kawalerski Orderu Odrodzenia Polski (2002)
- Medal Komisji Edukacji Narodowej (1996)
- Laur Premiera Rzeczypospolitej Polskiej (2001)
- Honorowa Odznaka Miasta Łodzi (1990)
- Medal Honorowy Wojewody Łódzkiego (2002)
- Odznaka „Zasłużony dla Politechniki Łódzkiej” (1987)
- Odznaka Honorowa za „Zasługi dla Województwa Bielskiego” (1997)
- Odznaka „Zasłużony dla Akademii Techniczno–Humanistycznej w Bielsku–Białej” (2004)
- Medal M. Skłodowskiej-Curie Polskiego Towarzystwa Badań Radiacyjnych za osiągnięcia naukowe (1989)